# Cour-l'Évêque
Cour-l'Évêque är en kommun i departementet Haute-Marne i regionen Grand Est (tidigare regionen Champagne-Ardenne) i nordöstra Frankrike. Kommunen ligger i kantonen Arc-en-Barrois som tillhör arrondissementet Chaumont. År 2022 hade Cour-l'Évêque 148 invånare.

## Befolkningsutveckling
Antalet invånare i kommunen Cour-l'Évêque
| Referens: INSEE |